# 維爾德卡斯滕山

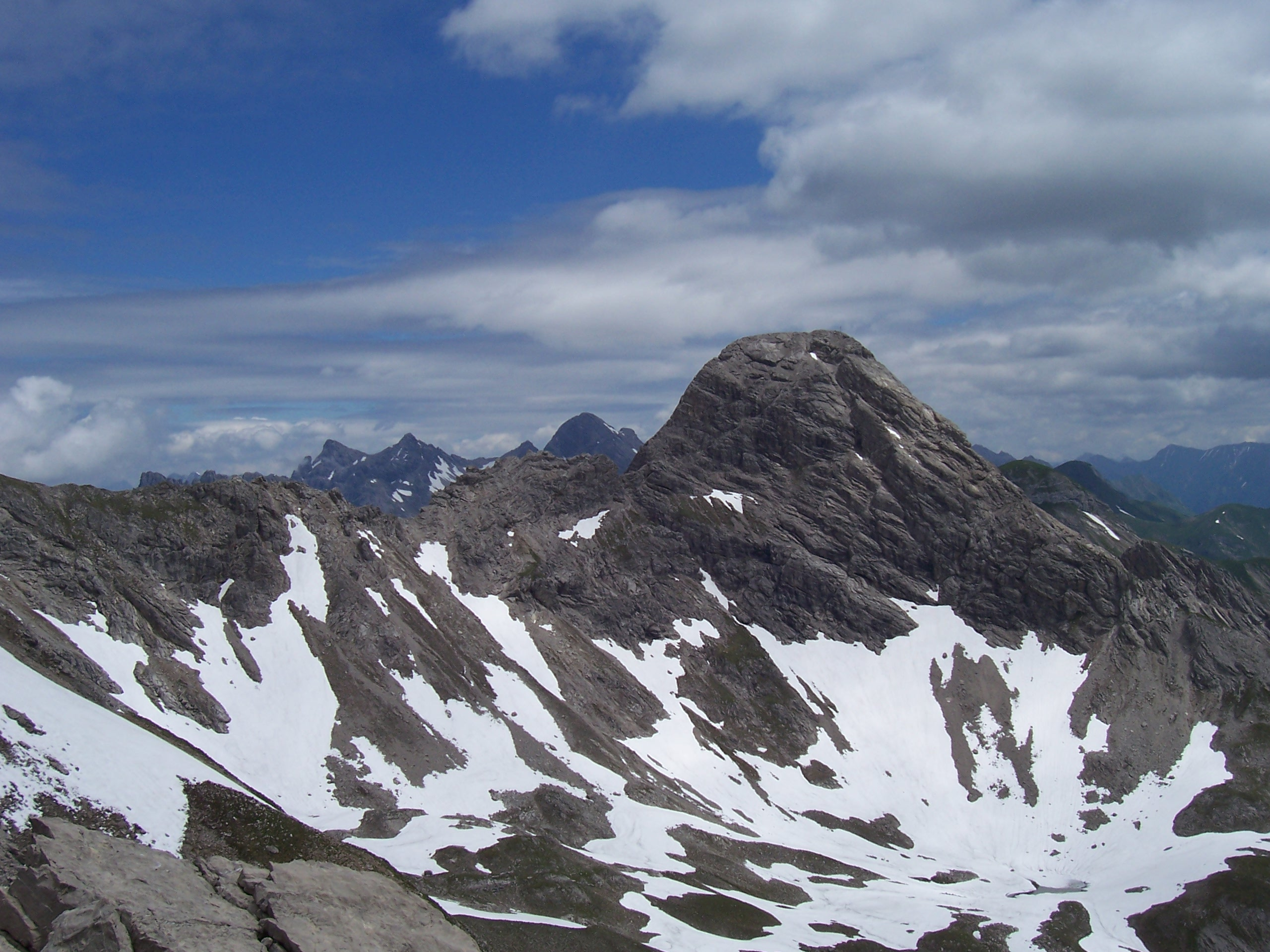

47°16′12″N 10°17′15″E / 47.27000°N 10.28750°E
維爾德卡斯滕山（德語：Wilder Kasten），是奧地利的山峰，位於該國西部，由蒂羅爾州負責管轄，屬於斯圖拜阿爾卑斯山脈的一部分，海拔高度2,542米，每年平均降雨量1,730毫米。